# Kalînivka, Solone
Kalînivka (în ucraineană Калинівка) este un sat în comuna Viiskove din raionul Solone, regiunea Dnipropetrovsk, Ucraina.

## Demografie
Componența lingvistică a localității Kalînivka
     Ucraineană (93,87%)
     Rusă (4,35%)
     Alte limbi (1,39%)
Conform recensământului din 2001, majoritatea populației localității Kalînivka era vorbitoare de ucraineană (93,87%), existând în minoritate și vorbitori de rusă (4,35%).